# Zasosov (monte submarino)
El Monte submarino Zasosov es una prominencia del relieve del fondo marino de Océano Pacífico, que destaca dentro de la Cordillera Submarina Sala y Gómez. Está unos 60 km al NW del Guyot Baral, a unos 700 km al W de la Isla San Félix, 1.800 km al E de Isla Sala y Gómez y a alrededor de 1.600 km al NW de la costa continental más cercana, en el área de Chañaral, Chile.  

## Descubrimiento
Fue descubierto por el buque soviético Kommunar en agosto de 1997. Su nombre, que homenajea al ictiólogo ruso A. V. Zasosov (1919-1974), fue propuesto al organismo internacional encargado de toponimia submarina (GEBCO-SCUFN) por la Dra. G. V. Agapova, en mayo de 1997, siendo el descubrimiento acreditado en junio del mismo año por GEBCO-SCUFN.

## Descripción
De acuerdo a la acreditación de GEBCO (1997), tendría una profundidad mínima de 285 metros, pero otras informaciones de batimetría satelital asígnan al amplia área de la cima una profundidad menor a 100 m. Esta zona superior tendría, de acuerdo a la misma información batimétrica, la forma aproximada de una curva, herradura o paréntesis, cuyos extremos apuntan al NW, bordeando el flanco SE de la formación. En las inmediaciones inmediatas del monte Zasasov hay de otros montes submarinos de la Cordillera Sala y Gómez, que se distribuyen de este a oeste. Al occidente destaca los montes Amber y, más lejos, Mayday. Al oriente se encuentra inmediato el monte Western, de tamaño algo menor, y el Guyot Baral, que como Zasosov alcanza profundidades someras. Según la citada batimetría satelital, el fondo marino junto a la base del Zasosov, propio de planicies abisales, alcanzaría profundidades superiores a los 4.000 m., existiendo al NW del monte una sima que superaría los 5000 m de profundidad.
Considerando su base, el monte mide aproximadamente 45 x 30 km, con un área de cumbre de unos 7 x 14 km y una zona de profundidad menor a 100 m de alrededor de 6 x 2 km. Estos últimos datos deben considerarse referenciales por basarse en mediciones sobre batimetría de baja resolución.